# Buddhizmus Tajvanban

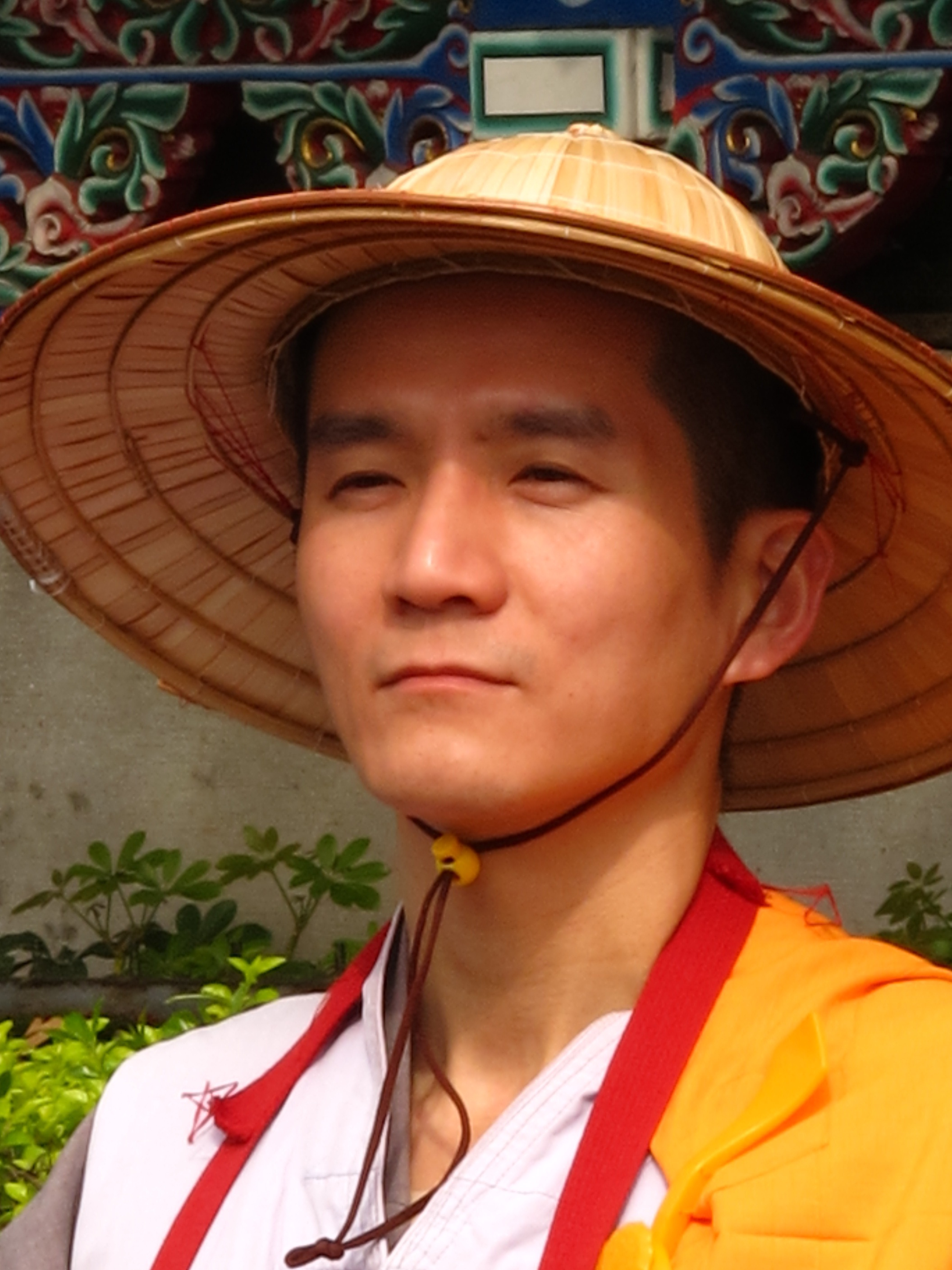
Tajvani buddhista szerzetes hagyományos öltözékben és bambusz kalapban

Tajvanban a buddhizmus a legfőbb vallás. A tajvani emberek a mahájána buddhista irányzatot, a konfucianizmus és a taoizmus helyi gyakorlatait követik leginkább. Ezen belül egy kis csoport a kínai buddhista tanításokat és egyházi szervezetet támogatja, ám nem feltétlenül tartják be az egyéb ázsiai hagyományokban szokásos önmegtartóztató gyakorlatokat. A lakosság mintegy 90%-a vallja magát buddhistának. A buddhizmus egyik helyi sajátossága a vegetarianizmus.
A tajvani kormányzás különbséget tesz taoizmus és buddhizmus között és a jelentései szerint a követők létszáma közel azonos (2005-ben a 23 milliós lakosságból 8 millió buddhistát és 7,6 millió taoistát számoltak). A magukat taoistának valló tajvaniak valójában a buddhizmusra épülő kínai hagyományos vallás szinkretikus gyakorlatait követik. A magukat buddhistának vallók helyi vallásokat is követhetnek, amelyekben szintén hódolnak olyan buddhista alakok előtt, mint Kuanjin vagy Maitréja és szintén vegetáriánus étrendet tartanak.
Négy helyi buddhista tanítót a tajvani buddhista „négy mennyei király” személyéhez kapcsolnak. A hozzájuk kapcsolódó intézmények jelentősek az országon belül. Ezek a következők:
- Észak (Csin-san körzet, Tajpej): Seng-jen mester (聖嚴, d. 2009) - Dharma Dob-hegy (法鼓山)
- Dél (Tasu körzet, Kaohsziung): Hszing Jün mester (星雲) - Fo Kuang San (佛光山)
- Kelet (Hualien): Cseng Jen mester (證嚴) - Cu Csi alapítvány (慈濟基金會)
- Nyugat (Nantou): Vej Csue mester (惟覺) - Csung Taj San (中台山)

Közülük többre is hatással volt az ún. humanista buddhizmus (人間佛教), amely Jin Sun (印順) személyéhez kapcsolódó teológiai megközelítés, amely a tajvani buddhizmus egyik sajátossága. Ma már világszerte vannak követőik és oktatási központjaik és a történelmi relációt megfordítva az újkorban a tajvani buddhisták játszottak fontos szerepet a buddhizmus felélesztésében Kínában.
A humanista buddhizmus közvetlenebb kapcsolatot igyekszik teremteni a buddhista közösségek és a társadalom egésze között. Másik elnevezése a társadalmilag elkötelezett buddhizmus, amely olyan módon próbál elérni fejlődést a társadalomban, hogy részt vesz például a környezetvédelmi és különböző emberi és állati jogokkal foglalkozó csoportok mozgalmaiban. A tajvani buddhista intézmények többsége nagy hangsúlyt fektet erre a megközelítésre.
A mai buddhista intézmények társadalmi célú feladatokban vesznek részt, például oktatási intézményekben és kórházakban segítenek, illetve katasztrófák esetén sietnek a károsultak szenvedésien enyhíteni. Ez a megközelítés az új generációk teljes támogatását élvezi.
Bizonyos intézmények között előfordultak viták azzal kapcsolatban, hogy a buddhizmusnak milyen szerepet kell betöltenie a politikában. Általánosságban a buddhista intézmények nem támogatják, hogy tagjaik részt vegyenek a politikában. Például a Fo Kuang San buddhista iskola bátran támogatja az olyan értékeket, mint egyenlőség, szabadság és észszerűség, azonban ez még nem feltétlenül sodorja őket a politika területére. A legnépszerűbb buddhista intézmények tagjai a középosztályhoz tartoznak. Ez a társadalmi réteg a gazdasági sikerek jelentős haszonélvezőjének számít, amely által az ide tartozó polgároknak több a szabadidejük és szívesebben vesznek részt társadalmi érdekű tevékenységekben, amelyről úgy vélik, hogy értelmet ad az életüknek.
A buddhista iskolák hozzájárulnak a kulturális eseményekhez is és különféle művészeti képzéseket tartanak - például kalligráfia vagy tánc. Nem csak a buddhista intézmények támogatják közvetlenül a társadalmat, de úgy tűnik, hogy a kultúrába fektetett hangsúly által beszivárognak az emberek mindennapi életébe. Ezáltal közelebb kerülnek az emberek a buddhista tanításokhoz és lecsökken a szakadék a szerzetesek és az apácák, valamint a világi emberek között. Ez hozzájárul az emberek közösségbe vetett hitébe és erősíti az önazonosság érzetét.

## Története

### Korai évek

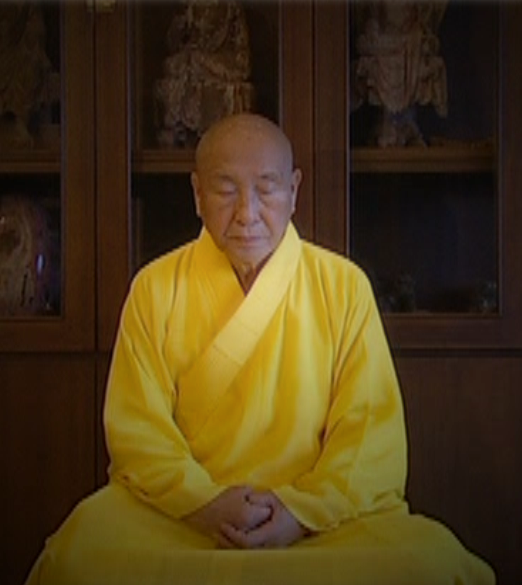
Vej Csueh, Tajvan egyik népszerű hagyományos csan buddhista tanítója.

A buddhizmus a Holland Formosa (holland gyarmati uralom) idején érkezett először Tajvan szigetére a kínai Fucsien és Kuangtung tartományokból. Az 1624 és 1663 közötti gyarmati korszakban nem támogatta a kormányzás a buddhizmust és a bálványimádatot korbácsolással és száműzetéssel bűntette a holland törvény. 1662-ben Kuo Hszing-je, a kínai a Ming-dinasztia egyik hadvezére visszafoglalta Tajvant a hollandoktól. Fia Cseng Csing alapította a sziget első buddhista templomát. Ebben az időben a buddhizmust még nem gyakorolták széles körben és a buddhista szerzetesek szerepe csupán a temetésekkel és megemlékezésekkel kapcsolatos eseményekre korlátozódott.
1683-ban a Csing-dinasztia foglalta el Tajvant és nagy számban érkeztek szerzetesek Fucsienből és Kuangtungból, hogy főleg Kannon bodhiszattvának építsenek templomokat. Tajvanon buddhista egyházról a 19. századig azonban még nem beszélhetünk.

### Japán kor
Amikor Tajvan a Japán Birodalom részét képezte (1895–1945), több japán buddhista iskola érkezett Tajvanba, hogy saját buddhista tanításait hirdesse. Ezek közé tartozott a kegon (華厳宗), a tendai (天台宗), a singon (真言宗), a rinzai (臨済宗), a szótó (曹洞宗), a dzsódo (浄土宗), a dzsódo sin (浄土真宗) és a nicsiren (日蓮宗) buddhizmus. Közben a tajvani buddhista templomok többsége elkötelezte magát a három központi templom valamelyike mellett - az északi (Jueh-mej-hegy, 月眉山), a középső (Fa-jun templom, 法雲寺) vagy a déli (Kaj-jüan templom, 開元寺).
Japán gyarmatként Tajvan erős japán buddhista hatás alá került. Több templom kényszer mellett állt be a japán hagyományvonalak követőjének, amelyek közül többről nem lehetett tudni, hogy mi a státusza. A kínai népvallást a japán uralommal szembeni ellenállásnak tekintették. Megkísérelték bevezetni, hogy a szerzetesek is házasodhassanak (ahogy Japánban), azonban ez a törekvés kudarcot vallott. A cölibátus betartása és a vegetarianizmus is a japánellenes tüntetés részévé vált.

### Második világháború
Miután Japán elveszítette a második világháborút, Tajvan a Csang Kaj-sek vezette Kínai Köztársaság uralma alá került, amely ellentétes politikai nyomáshoz vezetett. 1949-ben több kínai szerzetes menekült Tajvan szigetére a Csang haderőkkel együtt, akiket kedvező eljárásban részesített az új kormányzat. Ebben a korban a buddhista intézmények a kormány által irányított kínai buddhista szövetség irányítása alá kerültek (kínai: 中國佛教會). A szövetség hatalma az 1960-as években legyengült, amikortól megengedték a független buddhista szervezetek létrehozását.

### 20. század vége

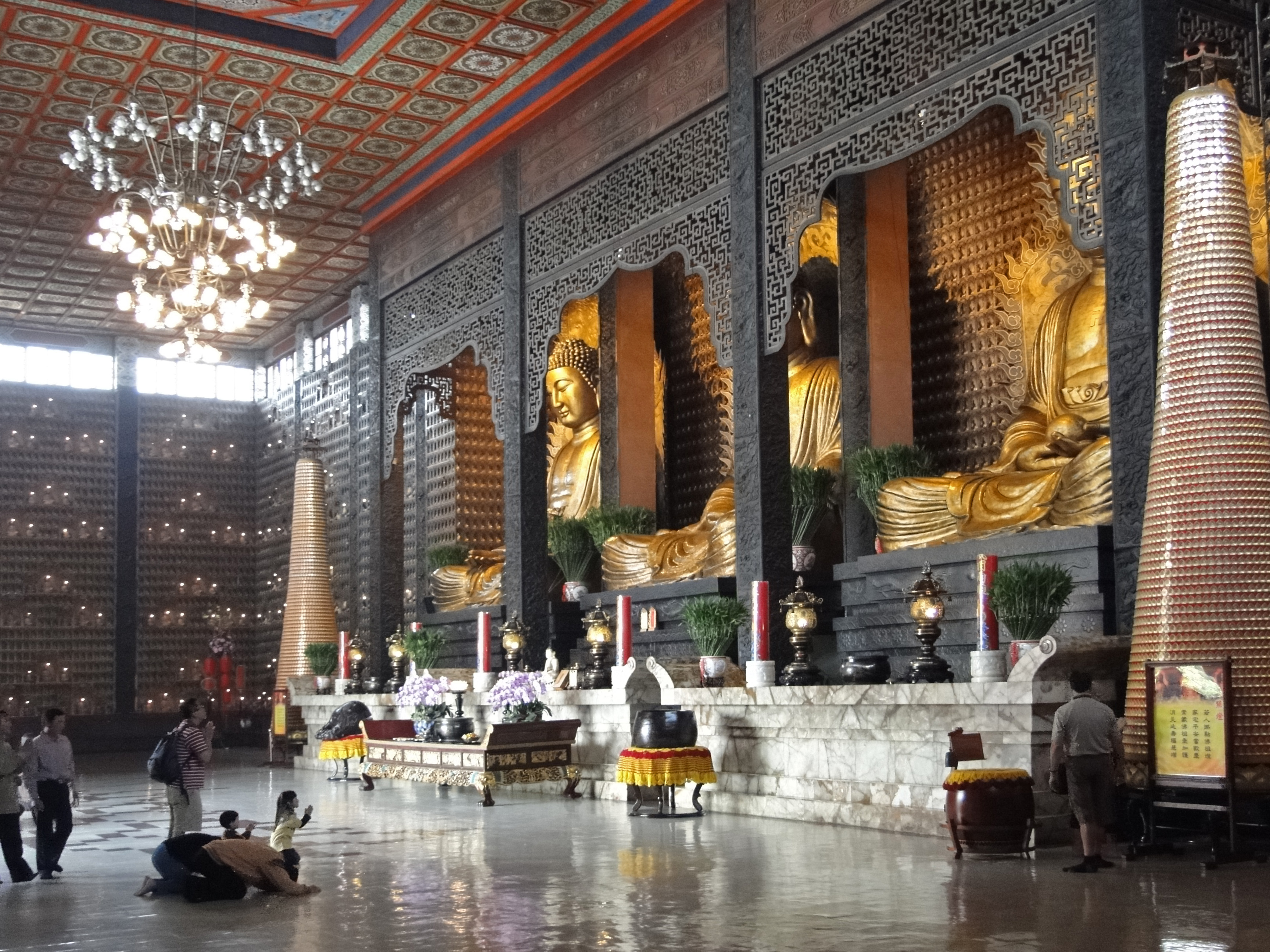
A Fo Kuang San fő szentélye Kaohsziung közelében

Az egyik legelső magán buddhista központ hálózatot Hszing Jün hozta létre, aki először az 1950-es években vált népszerűvé egy új rádióműsorral végül 1967-ben alapította meg a Fo Kuang San mozgalmat. Egy másik kiemelkedő fontosságú személy, Cseng Jen apáca volt, aki Jin Sun tanítványaként megalapította a Cu Cse alapítványt (慈濟), amely ma Tajvan legfontosabb jótékonysági szervezete. Alakja hatalmas mértékben járult hozzá a tajvani szangháról (buddhista közösség) kialakult képhez. Kórházakat működtet és szervezete világszerte nyújt segítséget katasztrófák áldozatainak. Az 1999-es földrengésre adott határozott és gyors fellépése nagy elismerést hozott Cu Cse számára, ellentétben a tajvani kormánnyal, amelyet sok kritika ért a tétlensége miatt.
Az 1980-as években a buddhista vezetők nyomást gyakoroltak a tajvani oktatásügyi minisztériumra, hogy módosítsanak bizonyos jogszabályokon annak érdekében, hogy létrejöhessen egy buddhista egyetem. Ennek az lett az eredménye, hogy az 1990-es években, a „tajvani csodaként” is emlegetett gazdasági fellendüléssel összhangban egy tucat felsőfokú buddhista oktatási intézmény létesült az országban, amelyek különböző buddhista vezetőket követtek. Ezek közé tartozott a Cu Cse Egyetem, a Hszüan-Csuang Egyetem, a Huafan Egyetem, a Fo Kuang Egyetem, a Nanhua Egyetem és a Dharma Dob Buddhista Főiskola. Az oktatási minisztérium szabályzata tiltja az elismert főiskolák és egyetemek számára, hogy azok megköveteljék a vallásos hitet vagy gyakorlatot, emiatt ezek az intézmények nem sokban különböznek a többi intézményektől.

### A vadzsrajána iskolák fejlődése
Az elmúlt évtizedekben egyre népszerűbbé vált Tajvanban a vadzsrajána buddhizmus, ugyanis a tibeti buddhizmus négy legismertebb iskoláinak (kagyü, nyingma, szakja és gelug) fontos lámái látogattak el a szigetre, köztük a 14. dalai láma, aki 1997-ben, 2001-ben és 2009-ben járt az országban.